# Arthur von Bodenhausen (General)

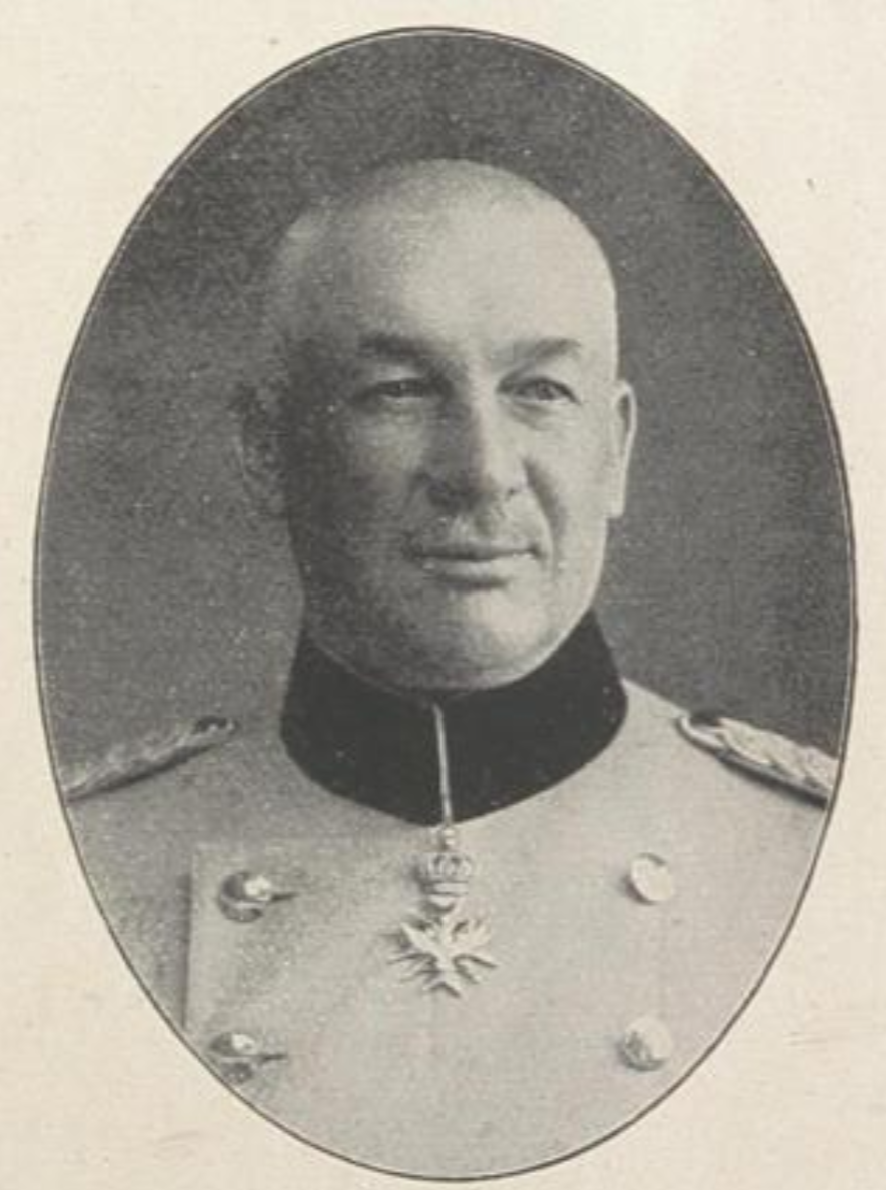
Arthur von Bodenhausen

Arthur (Artur) Bernhard Gustav Wilke von Bodenhausen (* 19. Februar 1859 in Reckershausen; † 22. August 1914 in Epfig) war ein sächsischer Generalmajor.

## Leben

### Herkunft
Arthur von Bodenhausen entstammte dem Ast Arnstein der I. Linie des niedersächsischen Adelsgeschlechts derer von Bodenhausen. Er war ein Sohn des gleichnamigen Arthur Freiherr von Bodenhausen (* 1827), kurfürstlich-hessischer Kammerherr, Herr auf Arnstein, Wüstung, Bodenhausen, Niedergandern und Reckershausen, sowie dessen Ehefrau August von Loßberg (* 1837), eine Tochter des kurhessischen Generalleutnants Bernhard von Loßberg. Zu seinen Geschwistern zählen drei Brüder und zwei Schwestern, darunter der Landtagsabgeordnete Arthur von Bodenhausen und der spätere Oberst sowie Kommandeur des Militär-St.-Heinrichs-Ordens Gustav von Bodenhausen.

### Karriere
Arthur von Bodenhausen entschied sich für eine militärische Laufbahn und trat im jungen Alter in die königlich-sächsische Armee ein, wo er 1880 zum Fähnrich ernannt wurde. Am 26. Januar 1881 avancierte er zum Leutnant bei der 5. Eskadron des Garde-Reiter-Regiments unter einem Rittmeister von Posern. Er durchlief in den folgenden Jahren eine gewöhnliche militärische Laufbahn in der sächsischen Kavallerie und stieg am 20. Mai 1888 zum Oberleutnant bei der 4. Eskadron im Regiment auf. Er wurde am 20. Oktober 1892 zum Rittmeister befördert und zwecks Verwendung als Adjutant des Brigadekommandeurs der 1. Kavallerie-Brigade Nr. 23 á la suite seines Regiments gestellt. 1895 kehrte er unter Verwendung als Eskadronschef der 4. Eskadron im Garde-Reiter-Regiment in den Truppendienst zurück. Er diente die nächsten Jahre in verschiedenen Verwendungen, darunter als Adjutant bei der 24. Division (2. Königlich Sächsische) und bei der Eskadron Jäger zu Pferde. Am 26. März 1903 wurde er zum Major befördert und als Adjutant zum XIX. (II. Königlich Sächsischen) Armee-Korps unter dem General der Infanterie Heinrich Leo von Treitschke befehligt. 1905 wurde er von dieser Position entbunden und kehrte als etatsmäßiger Stabsoffizier in das Garde-Reiter-Regiment zurück. Am 20. März 1908 wurde er zum Oberstleutnant befördert und am 24. Dezember 1908 zum Regimentskommandeur des Königlich Sächsischen Karabinier-Regiments (2. Schweres Regiment) ernannt.
Am 23. September 1911 erfolgte seine Beförderung zum Oberst und Regimentskommandeur des Ulanen-Regiments „Kaiser Franz Josef von Österreich, König von Ungarn“ (1. Königlich Sächsisches) Nr. 17. Er gab das Regiment im April 1914 an Major Hans von Mangoldt-Gaudlitz ab und wurde als Nachfolger des pensionierten Generalleutnant Kurt Hempel Brigadekommandeur der 3. Kavallerie-Brigade. Nach Ausbruch des Ersten Weltkrieges rückte er mit dem Verband an die Front und wurde alsbald Brigadekommandeur der mobilisierten 45. gemischten Ersatz-Brigade, wobei er in dieser Eigenschaft am 22. August 1914 tödlich verwundet wurde.
Er wurde in Dresden begraben.

### Familie
Arthur von Bodenhausen war seit dem 24. September 1889 mit Elisabeth von Koppenfels, Tochter des sächsischen Amtshauptmann Max von Koppenfels und Schwester des sächsischen Generalmajors Konrad von Koppenfels, verheiratet. Die Ehe blieb kinderlos.